# L'Abadia (Alcanar)
L'Abadia és una obra historicista d'Alcanar (Montsià) inclosa a l'Inventari del Patrimoni Arquitectònic de Catalunya.

## Descripció
Edifici entre mitger, amb planta baixa, pis, golfes i terrat com a coberta.
La façana emmarcada per dues pilastres -una a cada costat- que van de dalt a baix, està subdividida, horitzontalment, per dues cornises que donen lloc a tres registres que, a més, es corresponen a les tres plantes que el conformen. També està rematada per una balustrada.
Les tres obertures de cada pis, d'arc apuntat, estan perfectament alineades en sentit vertical, tenen dimensions decreixents a mesura que assoleixen més alçada.
Destaca el treball de forja dels balcons del primer pis.

## Història
Per poder dur a terme l'ampliació del temple i la nova Abadia, edifici que correspon a darreries del segle xix, el 1865 es va expropiar l'antiga abadia -situada al lloc de l'actual capçalera de l'església-, juntament amb dues cases més -una al carrer de Jesús i una altra al carrer dels Arcs -ara Hug de Forcalquer-.